# Dombeya tiliacea
Dombeya tiliacea là một loài thực vật có hoa trong họ Cẩm quỳ. Loài này được (Endl.) Planch. mô tả khoa học đầu tiên năm 1851.